# Sporisorium fraserianum
Sporisorium fraserianum är en svampart som först beskrevs av Hans Sydow, och fick sitt nu gällande namn av Vánky 2001. Sporisorium fraserianum ingår i släktet Sporisorium och familjen Ustilaginaceae.   Inga underarter finns listade i Catalogue of Life.